# ラインボーテ

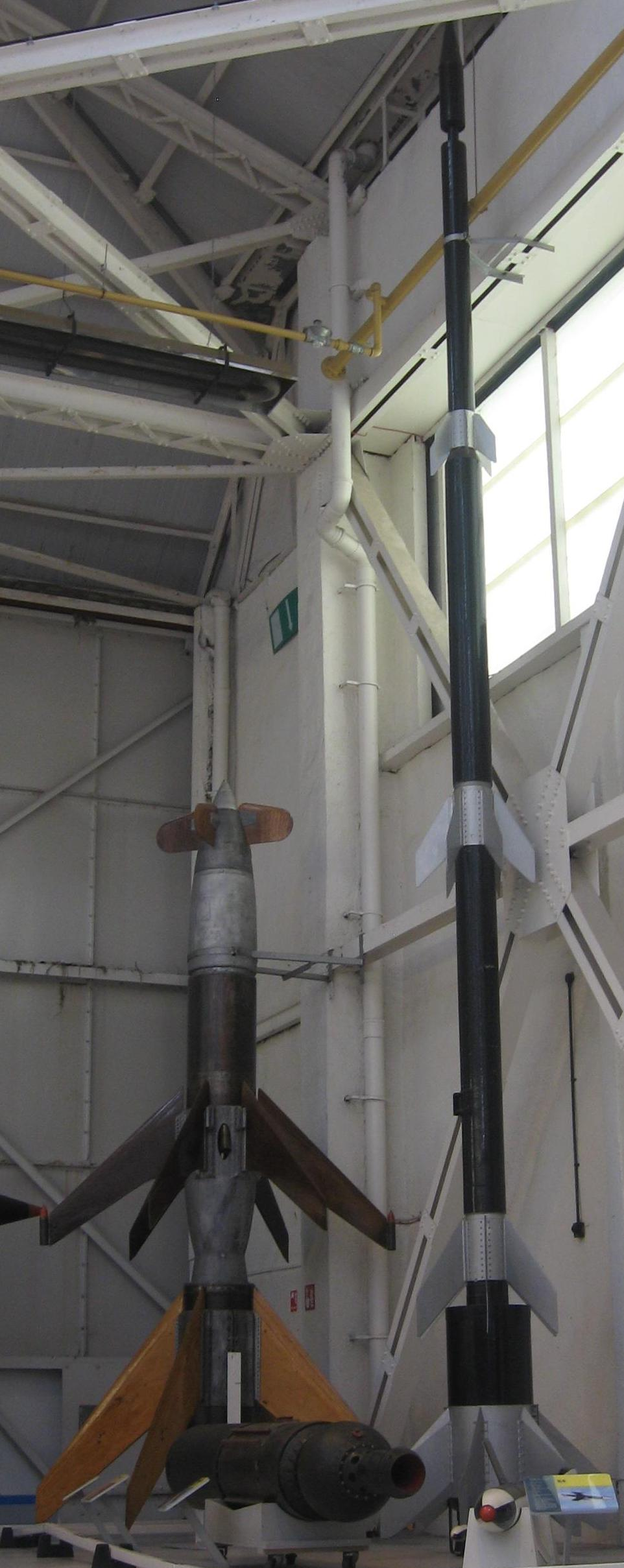
ラインボーテ（右側）
奥はライントホター

ラインボーテ (ドイツ語: Rheinbote)は、第二次世界大戦時にドイツのラインメタル社によって開発された地対地ロケット兵器である。限定的な誘導性能を持つ、初期の地対地ミサイルとも表現可能である。名称のラインボーテは"ラインの使者"という意味である。

## 概要
第二次世界大戦時、ドイツでは現代のミサイル兵器の先駆けとなる誘導兵器の開発を行っていた。著名なものとしてはV1飛行爆弾、V2ロケットが挙げられるが、ラインボーテもこういった誘導ロケット兵器の一種であった。
当時のドイツ軍の抱えていた問題（これはいずれの国の軍にも言えることであるが）の一つとして、砲兵部隊における重量の大きい火砲の輸送、そしてそれらの重火砲の弾薬の輸送の問題があった。ラインボーテはこの問題を解決するために、砲兵部隊で使用される野戦榴弾砲の後継となることを目的として、"超長射程の火砲"として開発された兵器であった。このため、ラインボーテの炸薬量はV1飛行爆弾やV2ロケットと比較すると遥かに少ない約40Kg程度で、これはロケット弾全体の重量の6.5％にしか過ぎなかった。
ラインボーテは1943年にラインメタル社によって開発され、その年の内に発射実験が行われた。射程を伸ばすため、ロケットは多段式（4段式）で、最高速度はマッハ5.5、到達高度は地上78,000m、有効射程は約160km、最大射程は約220kmであった。燃料には扱いの容易な固体燃料を使用しており、この部分にはラインボーテに先立って開発されていたライントホター地対空ミサイルの技術が流用されている。ラインボーテは長さ11.4mに対して太さは数10cm程度の非常に細長い外見で、発射用には8.8cm対空砲 FLAK41の砲架を流用したものや、V2ロケット用の移動式発射台であるメイラーワーゲンの使用が計画されテストされた。
ラインボーテの性能についてドイツ国防軍は懐疑的であったがナチス親衛隊 (SS)はこの兵器を支持し、1944年にRh.z.61/9として制式採用されて11月に量産命令が下され、計画終了までに242発のロケット弾が生産された。これは、前述のV1・V2がそれぞれ数千発以上生産された事に比較すればわずかなものであった。また発射機は当初12基が生産予定であったが、最終的に生産されたのはFLAK41の砲架を流用したタイプが4基のみであった。生産されたラインボーテはオランダのヌンスペートで編成された第709砲兵大隊に配備され、ドイツ最後の大規模反抗作戦となった"ラインの守り作戦" (バルジの戦い) に先立つ1944年11月頃から、この作戦の戦略目標であり、当時連合軍に占領されていたベルギーの港湾都市アントワープに向けて実験的に発射され限定的な損害を与えた。ラインボーテの開発計画は1945年2月に終了した。
戦後、ソ連軍はラインボーテの技術を母国に持ち帰った。この後ソ連は1950年代から60年代にかけて、NATOコード名"FROG"として知られる無誘導の地対地ロケット兵器を開発し運用を行った。ラインボーテは大掛かりなシステムと比較して一発あたりの破壊力が低く、また生産数も少なかったことから戦争に直接与えた影響は極めて限定的であったが、技術的には戦後東西陣営で開発の進められた、FROGのような地対地ロケットやスカッドのような地対地ミサイルの先駆けとして大きな影響を及ぼしたものであった。